# Phong Thịnh
Phong Thịnh là một xã thuộc huyện Thanh Chương, tỉnh Nghệ An, Việt Nam.
Xã có diện tích 12,25 km², dân số năm 1999 là 7.000 người, mật độ dân số đạt 571 người/km².
Xã được thành lập trên cơ sở sáp nhập 2 xã Thanh Bình và Thanh Chung, phía bắc giáp xã Cát Văn, phía nam và đông nam giáp xã Thanh Liên và Thanh Tiên, phía đông giáp xã Thuận Sơn (huyện Đô Lương) phía tây giáp xã Thanh Hòa.

## Danh nhân nổi bật
- Đặng Đình Hồ được hai lần phong tặng anh hùng
- Trung tướng Nguyễn Ngọc Độ